# Carriladas Ibero Romanas de Énova
Las carriladas íbero-romanas de  Énova son unos surcos hechos en las rocas por los que canalizaban las ruedas de los carros, para facilitar el transporte de mercancías pesadas por terrenos de difícil tránsito. Las carriladas tenían unas dimensiones concretas, relacionadas con la distancia entre los ejes de los carros que por ellas transitaban. Por eso, son considerados caminos capaces tan solo para el paso de un carro.
Las carriladas de Énova conectan perpendicularmente la Vía Augusta con la costa mediterránea, pasando por la villa romana de Cornelius, la zona del Pino de Ambrosio, y cruzando el valle de Barcheta.
Estas carriladas están directamente relacionadas con la explotación de las canteras de mármol rosa de Els Quatre Camins, o Llosar dels Frares, también en el municipio de Énova.
Parte de ellas fueron descubiertas de casualidad durante unos trabajos de limpieza y desbroce, con lo cual se pudo conectar cerca de cien metros lineales de estas huellas ibero-romanas que el ayuntamiento trata de conseguir declarar BIC junto a la villa Cornelius y la cantera de Els Quatre Camins.
Según los especialistas,, las rodaduras iban desde la cantera hasta la costa, y en dirección opuesta hacia tierras del interior, esculpiendo así el camino que transitaban los carros, con ruedas revestidas de hierro, desde el siglo I a. C. hasta el III d. C.
Las carriladas ibero-romanas de Énova presentan diferentes anchos, superponiéndose las romanas a las ibéricas. Esto pone de relieve que ciertamente gran parte de ese camino ya existía en época de los íberos, llamándose Vía Heráclea, por lo que las carriladas de Énova unos caminos sobre caminos.